# スクールランチ

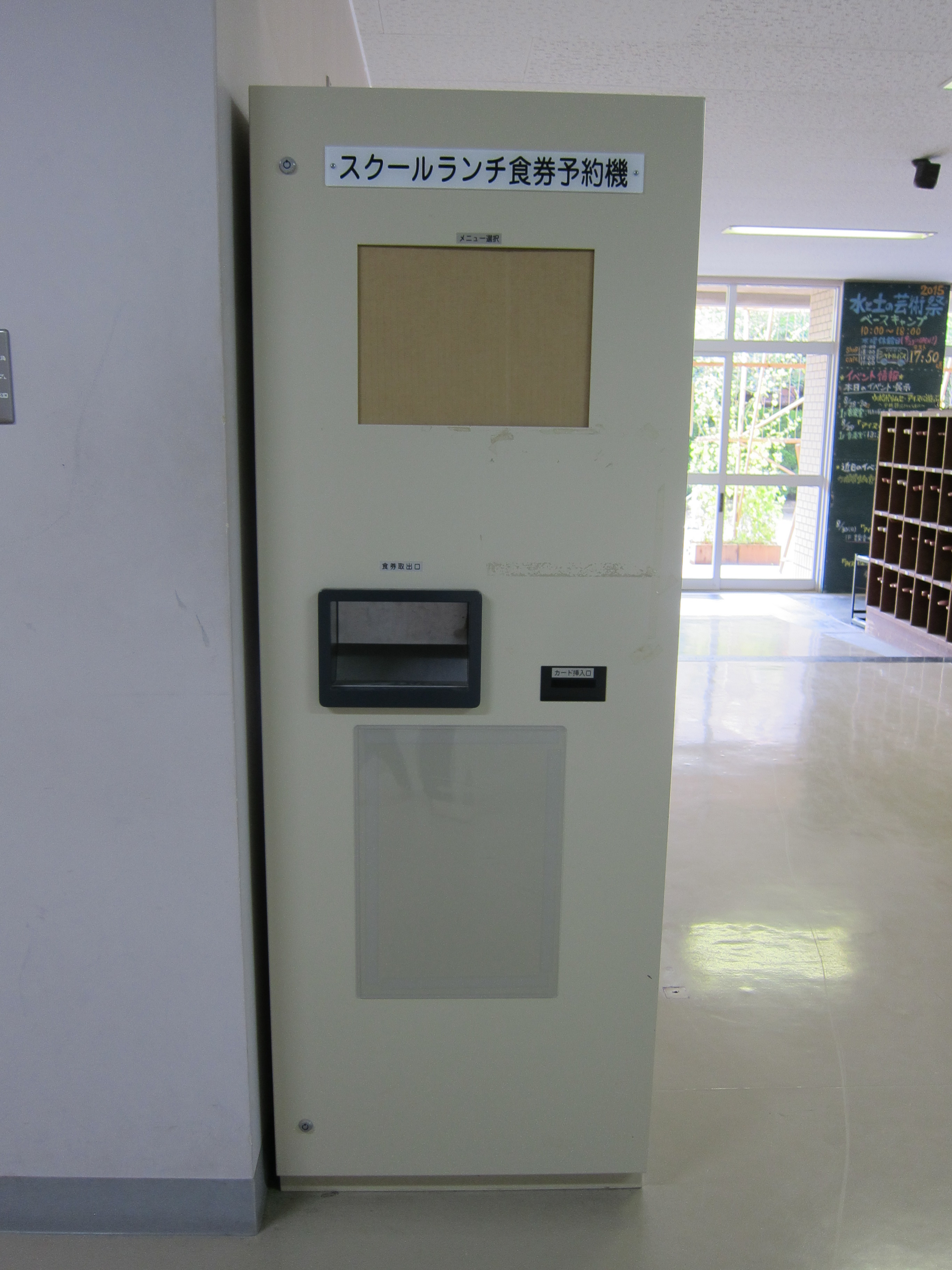
スクールランチ食券予約機（2015年撮影）

スクールランチ（和製英語：School lunch）とは、日本の学校給食において、給食制度のない公立学校で、仕出し弁当を民間業者に外部委託して製造・配達させ、これを学校給食とする方式。公立中学校での採用例が多い。デリバリー方式給食、ランチボックス方式給食などとも呼ばれる。
デリバリー弁当型のスクールランチで、学校の生徒全員の給食を賄う場合と、選択制として必要な生徒に事前予約させる場合がある。また注文時に複数のメニューから選択可能なものもある。

## 概要
学校給食法施行規則では「完全給食とは、給食内容がパン又は米飯（これらに準ずる小麦粉食品、米加工食品その他の食品を含む。）、ミルク及びおかずである給食をいう。」との定めがあり、デリバリー弁当型のスクールランチも同法上の「完全給食」として位置づけられる。つまり「完全給食」とは献立上の定義であり「全校生徒に単一の給食が提供される」という意味ではない。
デリバリー弁当型のスクールランチに対し、自校の給食室で調理する学校給食を「自校給食」、給食センターで調理して各校に運搬する給食を「センター方式給食」と呼び、近隣の公立小学校の給食室で中学校の給食も調理し運搬する「親子調理給食」という方式もある。
神奈川県大磯町では、学校給食がなかった市立中学校にスクールランチを導入した結果、喫食率低下や異物混入などの問題が発生し、スクールランチを廃止して家庭からの弁当持参に戻した（詳細は大磯町における学校給食問題を参照）。また兵庫県神戸市や東京都町田市など、スクールランチ方式を廃止し、センター方式給食などへ移行予定の自治体もある（町田市の中学校給食問題も参照）。
なお「スクールランチ」という言葉に明確な定義はなく、北海道留萌市のように、デリバリー弁当型ではない単なる給食調理の民間委託（神戸市で言う「民間施設調理方式」）を「スクールランチ」と呼んでいる自治体もある。
さらに、私立学校では全校給食のことを「スクールランチ」と呼ぶ例もあり、その一例として学生食堂がある中央大学附属中学校では、食育の一環として年に15回「スクールランチ」の日を設け、日本各地や世界各国の郷土料理を、全校生徒が一堂に会して給食として食べることで、各地の歴史や食文化などを学ぶ場としている。このように文脈により全く逆の意味に使われる場合もある。

## 導入例
過去の導入例も含む。
全員に導入した例
- 神奈川県中郡大磯町：市立中学校、廃止[1]。
- 神奈川県相模原市：市立中学校[12]、センター方式給食へ移行予定[13]。
- 兵庫県神戸市：市立中学校、センター方式給食などへ移行予定[3]。
- 福井県越前市：市立中学校、複数メニューから選択可[5]。

選択制とした例
- 東京都町田市：市立中学校[2]、センター方式給食へ移行予定[9]。
- 東京都東久留米市：市立中学校、複数メニューから選択可[6]。
- 東京都東村山市：市立中学校[14]。
- 神奈川県横浜市：市立中学校、愛称「ハマ弁」[15][16]。2016年度から段階的に導入[17]、2021年度から学校給食法に基づく給食とする[17]。政令指定都市では最後の中学校給食導入[17]。2026年度から全員スクールランチへ移行[18][19]。
- 神奈川県藤沢市：市立中学校[20]。
- 新潟県新潟市：市立中学校[21]。
- 愛知県名古屋市：市立中学校[7]。2025年4月時点で選択制の変更予定なし[4]。